# Neorudolphia volubilis
Neorudolphia volubilis är en ärtväxtart som först beskrevs av Carl Ludwig von Willdenow, och fick sitt nu gällande namn av Nathaniel Lord Britton. Neorudolphia volubilis ingår i släktet Neorudolphia och familjen ärtväxter. Inga underarter finns listade i Catalogue of Life.